# Mark Bouman
Mark Bouman (geb. 30. Juni 1968 in Den Haag) ist ein britischer Kostümbildner.

## Leben
Bouman studierte an der Wimbledon School of Art. Er ist sowohl in Sprechstück und Musiktheater, als auch in Film und Fernsehen tätig.
Beim Glyndebourne Festival Opera übernahm er die Verantwortung für die Kostüme von Peter Sellars’ Idomeneo-Produktion und für David McVicars La Bohème-Inszenierung. Er arbeitete weiters für Garsington, das Teatro Comunale di Bologna, die Lyric Opera of Chicago, das Granada Festival und das Festival dei Due Mondi in Spoleto und die English Touring Opera.
Im Bereich des Sprechtheaters wurde Bouman von zahlreichen namhaften Institutionen seines Heimatlandes verpflichtet, aber auch vom Théâtre du Châtelet in Paris. Er arbeitete und arbeitet auch für zahlreiche Produktionen der BBC, von Channel 4, für Independent-Film-Produktionen, Pop-Videos und Werbung – sowohl als Stylist, als auch als Kostümbildner.
Bei den Salzburger Festspielen 2015 hatte er die Kostüme für die Sven-Eric-Bechtolf-Inszenierung von Le nozze di Figaro gestaltet.

## Auszeichnungen
- 2005 Nominierung zum Laurence Olivier Award für bestes Kostümbild – gemeinsam mit John Gunter für Hamlet am Old Vic Theatre